# BLS RABe 515
Les RABe 515, dites « MUTZ », sont des rames du BLS ; elles font partie de la famille des Stadler KISS.
Leur accès est facilité par un plancher surbaissé.

## Historique
Les RABe 515 « MUTZ » découlent directement des Stadler KISS, seuls le design des cabines de conduite, la livrée et l'aménagement intérieur diffèrent. Le design intérieur et extérieur du train est signé par l'entreprise suisse NOSE. 
Le nom de MUTZ est un acronyme qui signifie en allemand Moderner Universeller TriebZug, soit, traduit en français, train automoteur moderne universel. Dans le dialecte bernois, Mutz signifie ours, en particulier l'Ours de Berne.
Selon la tradition née depuis les NINA, la treizième rame de chaque série du BLS porte un nom différent des autres ; aussi, la rame 515 013-1 est nommée OURS au lieu de MUTZ sur chacune des faces frontales.
Selon la numérotation UIC, les MUTZ portent l'immatriculation RABe 94 85 7515 001 à 039.

### Engagement en 2020
- Regio Spiez – Interlaken Ost
- S-Bahn Bern :
  - S 1 Thun – Münsingen – Bern – Flamatt – Fribourg
  - S 3 Biel/Bienne – Lyss – Bern – Belp
  - S 31 (Biel/Bienne –) Münchenbuchsee – Bern – Belp
  - S 6 Bern – Schwarzenburg
  - S 51 Bern – Bern Brünnen Westside

### Tableau des rames
| No BLS    | Baptême            | Livraison  | Notes                                          |
| --------- | ------------------ | ---------- | ---------------------------------------------- |
| 515 001-6 | Stadt Bern         | 04.09.2012 |                                                |
| 515 002-4 |                    | 18.09.2012 |                                                |
| 515 003-2 | Düdingen           | 18.09.2012 |                                                |
| 515 004-0 | Ville de Neuchâtel | 16.10.2012 |                                                |
| 515 005-7 |                    | 19.03.2013 |                                                |
| 515 006-5 | Köniz              | 19.12.2012 |                                                |
| 515 007-3 |                    | 05.02.2013 |                                                |
| 515 008-1 | SCB-Mutz           | 19.02.2013 | livrée publicitaire pour le SC Bern            |
| 515 009-9 | Muri bei Bern      | 04.04.2013 |                                                |
| 515 010-7 |                    | 17.04.2013 |                                                |
| 515 011-5 |                    | 15.05.2013 | Accidentée le 31 décembre 2020 en gare de Belp |
| 515 012-3 | Lyss               | 12.06.2013 |                                                |
| 515 013-1 | Fribourg/Freiburg  | 09.07.2013 | inscriptions frontales « OURS »                |
| 515 014-9 |                    |            |                                                |
| 515 015-6 |                    | 10.09.2013 |                                                |
| 515 016-4 |                    | 08.10.2013 | Accidentée le 31 décembre 2020 en gare de Belp |
| 515 017-2 |                    | 29.10.2013 |                                                |
| 515 018-0 | Stadt Langenthal   | 12.11.2013 |                                                |
| 515 019-8 |                    |            |                                                |
| 515 020-6 | Schwarzenburg      | 17.12.2013 |                                                |
| 515 021-4 |                    | 04.02.2014 |                                                |
| 515 022-2 |                    |            |                                                |
| 515 023-0 |                    | 01.04.2014 |                                                |
| 515 024-8 |                    | 24.04.2014 |                                                |
| 515 025-5 |                    | 13.05.2014 |                                                |
| 515 026-3 |                    |            |                                                |
| 515 027-1 |                    | 08.07.2014 |                                                |
| 515 028-9 |                    | 03.09.2014 |                                                |
| 515 029-7 |                    |            |                                                |
| 515 030-5 |                    |            |                                                |
| 515 031-3 |                    |            |                                                |